# Couvent Notre-Dame-de-Fidélité
Le  couvent Notre-Dame-de-Fidélité est situé à Douvres-la-Délivrande dans le département français du Calvados.

## Localisation
Le  couvent Notre-Dame-de-Fidélité est situé à Douvres-la-Délivrande, en France, dans un lieu-dit appelé le Bout Varin.

## Historique
La congrégation est fondée le 26 février 1831 par Henriette Le Forestier d'Osseville pour servir de pensionnat de jeunes filles et d'orphelinat. Les religieuses s'installent au sein d'une vaste propriété dans un bâtiment du début du XVIIIe. La fondation a comme objet de remercier la Vierge du sanctuaire de Douvres-la-Délivrande à la suite de la guérison de la cadette des filles du comte Théodose Le Forestier d’Osseville. Des bâtiments supplémentaires en style néo-classique sont construits à partir des années 1830. La chapelle fait l'objet d'un agrandissement dès 1866 mais n'est utilisée qu'en 1929 car le chœur est inachevé.
Bien que directement épargnée par les bombardements et les canonnades de la Bataille de Normandie, la chapelle a souffert des ébranlements qu'ils ont causés. Ces effets qui se sont révélés tardivement, cumulés avec ceux de l'exposition aux contraintes climatiques, ont fragilisé les œuvres qui ont fait l'objet d'une restauration attentive de 1995 à 2003 ,.
L'édifice est inscrit au titre des monuments historiques le 14 novembre 2007.

## Description et œuvres présentes
Le parc contient des éléments importants, statues et monuments religieux : un temple daté de 1835 dédié à saint Joseph, une grotte, une colonne avec une statue célébrant la conversion de Charles-Maurice de Talleyrand-Périgord, un calvaire et un sacré-cœur sculpté, daté de 1892.
En 1930, pour le centenaire de la congrégation, commande est passée auprès de René Lalique d'un grand crucifix de verre. Lalique propose outre le crucifix, d'élaborer un retable, un tabernacle, des verrières, une table de communion, une lampe et des colonnes. La plupart des éléments ont été réalisés à partir de verre moulé et dépoli. L'ensemble réalisé par le maître-verrier « dans un ensemble architectural est l’œuvre de René Lalique la plus importante au monde ». La somme demandée à la communauté religieuse par le maître-verrier est minime.
Inspiré par la chapelle de la Vierge Fidèle à Douvres-la-Délivrande, près de Caen, René Lalique livre aux sœurs qui lui ont commandé un crucifix et, outre cette croix de verre, une porte de tabernacle, un retable, une lampe, deux colonnes lumineuses, les verrières du chœur, la table de communion et l'autel, entièrement en verre.
En 1931, un gisant de cire représentant sainte Florida d'Afrique est installé dans la chapelle.
En 1948, pour le jubilé de la supérieure de la congrégation, Alix Aymé réalise un chemin de croix en laque sur fond d'or et d'argent, œuvre remarquable inventoriée au Patrimoine National par le Ministère de la Culture.
Une 15e station est réalisée en 2014 par Isabelle Emmerique, laqueur et Maitre d'Art.

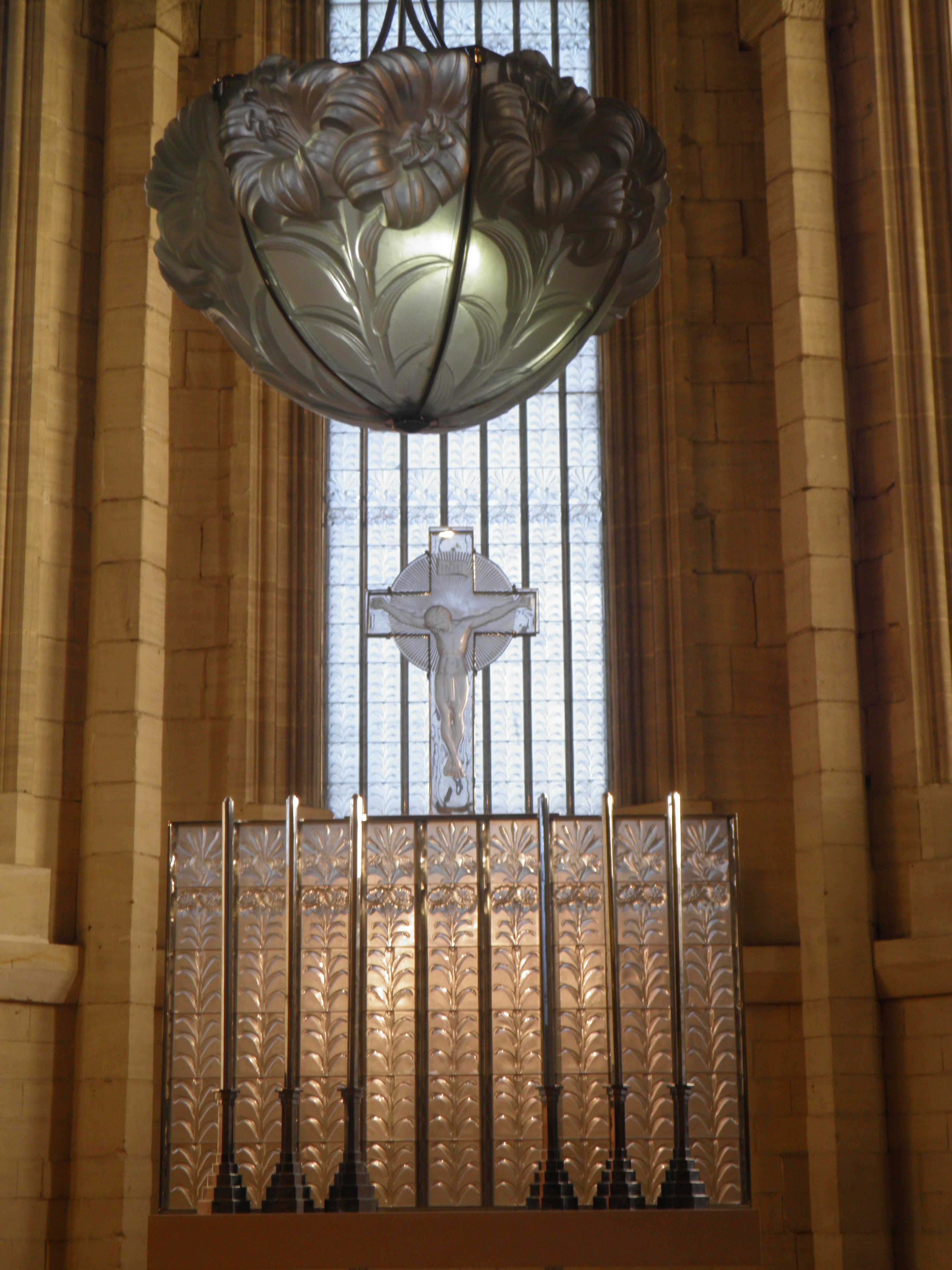
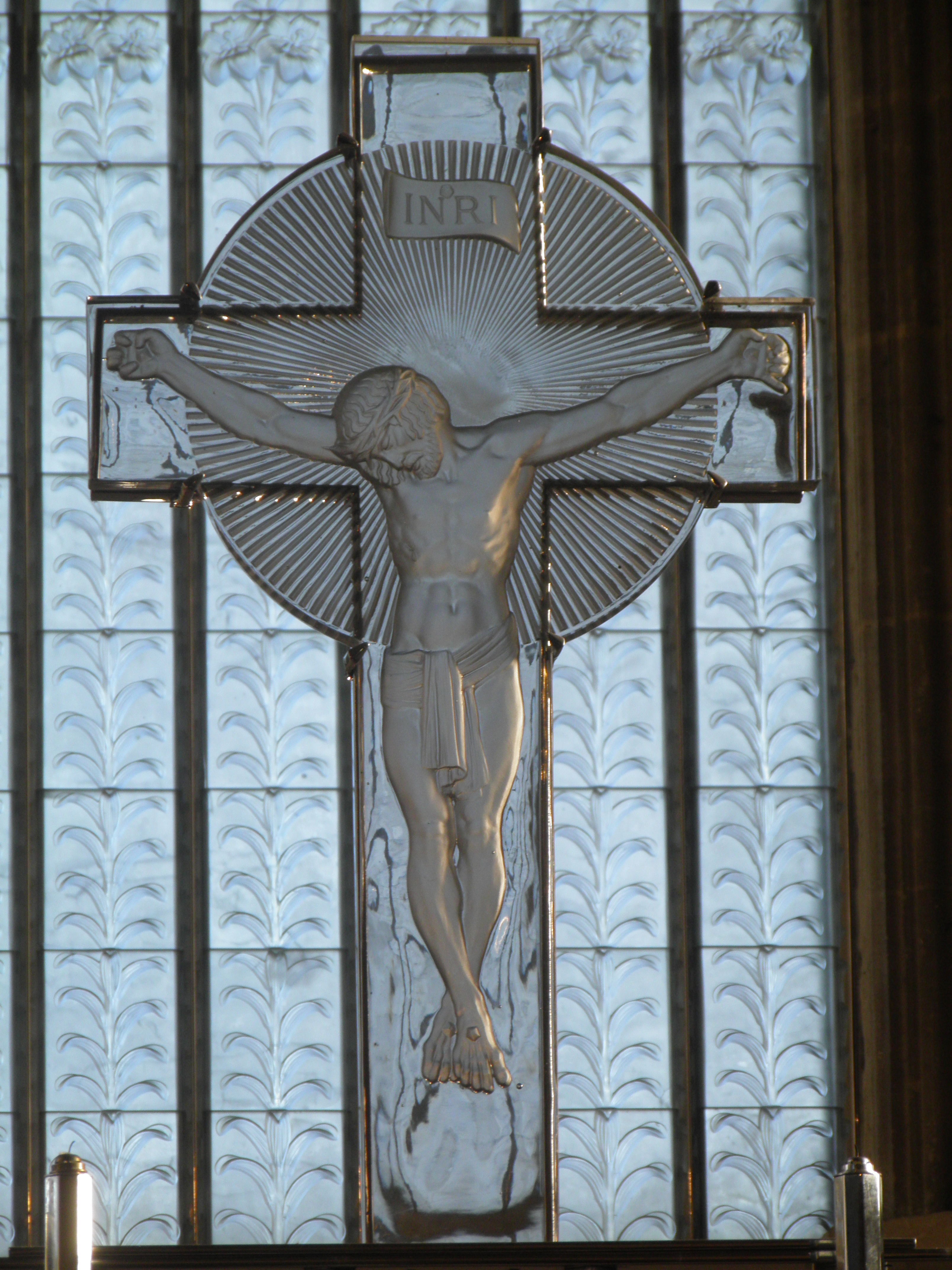
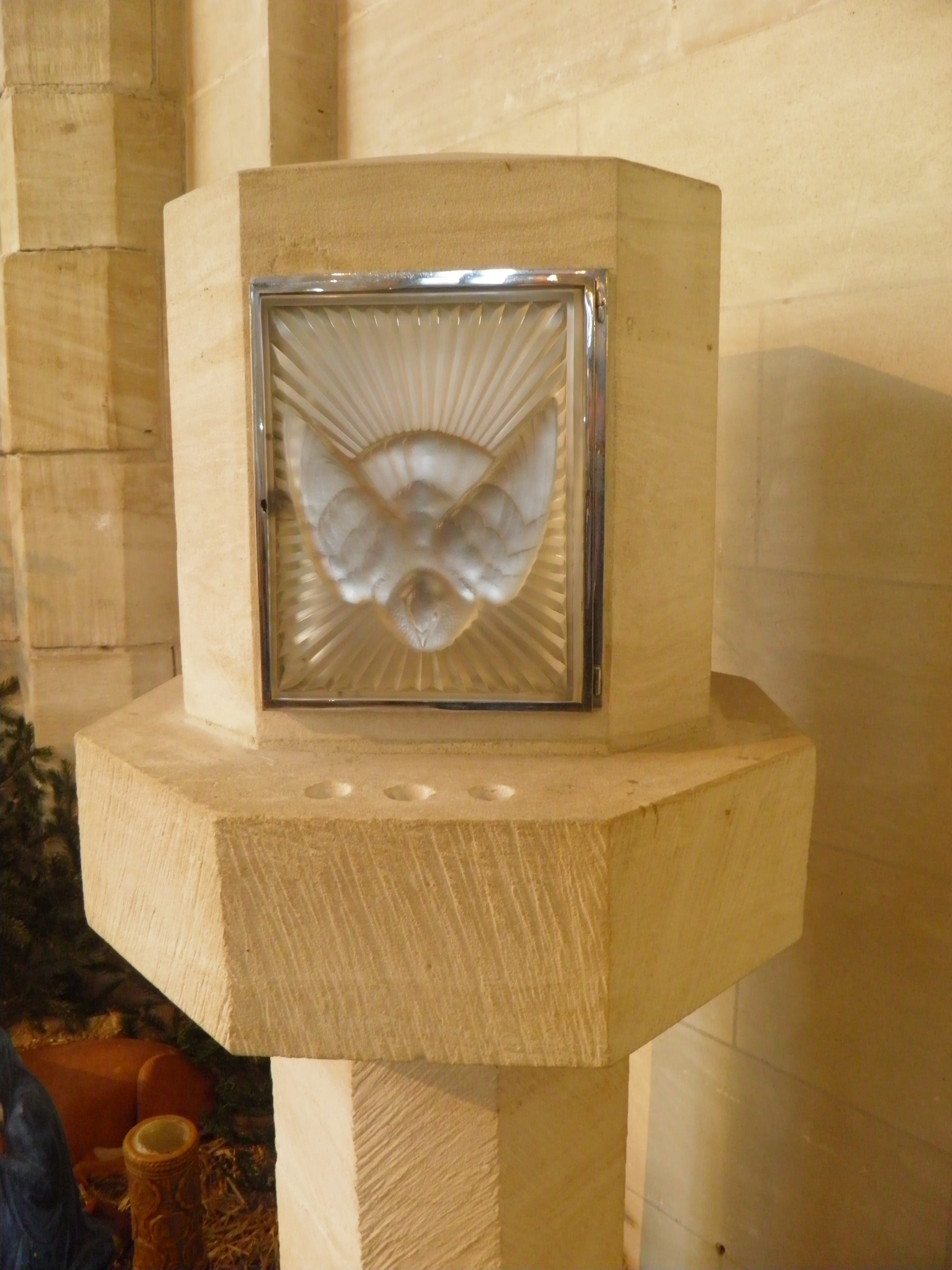
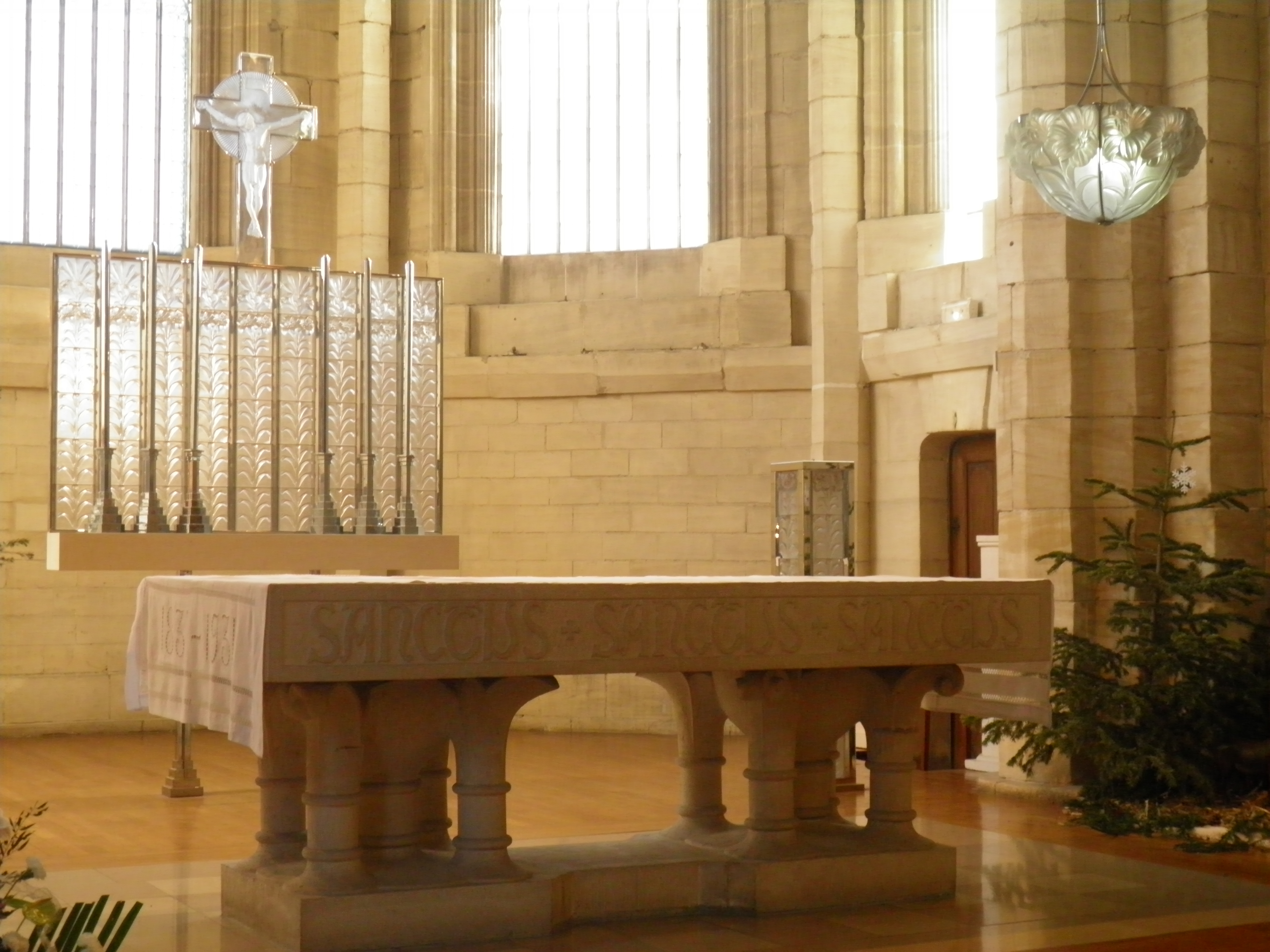